# Крытый рынок (Саратов)
Крытый рынок — рынок в центре Саратова, построенный в 1916 году по проекту архитектора В. А. Люкшина. Здание занимает квартал от проспекта Столыпина до улицы Василия Люкшина (до 29 декабря 2016 года — улица Сакко и Ванцетти); главный фасад обращён на улицу Чапаева.

## История
Василий Люкшин получил заказ на строительство здания от Саратовской городской думы в 1907 году. Совместно с представителем Саратовской думы Люкшин объехал Одессу, Ригу, Санкт-Петербург и Москву где осматривал рынки, на что ушло три года (по другим данным 25 дней). В 1911—1912 году шло проектирование здания, строительство велось в 1914—1916 годах. За основу проекта были взяты Мировские торговые ряды (Варшава) и Бессарабский рынок в Киеве.
Крытый рынок строился под влиянием передовых конструктивных тенденций того времени: каркасная система, использование стальных ферм, новые материалы. Рынок уже тогда оснащался холодильными камерами предусматривающими использование электричества.
Сочетание стекла входных и оконных проёмов с железобетонными конструкциями придаёт выразительность и лёгкость зданию. Благодаря разнице в высоте крыши и стеклянному куполу — фонарю получилось осветить торговый зал полным дневным светом и создать впечатление простора.
Для установки на фасадах Крытого рынка были специально заказаны электрические часы торговом доме П. Бурэ. Над оформлением фасадов трудились такие скульпторы как: В. К. Фёдоров, П. Ф. Дундук, Софья Резцова, также в оформлении принимали участие воспитанники Боголюбовского рисовального училища.
Здание выполненное в архитектурном стиле модерн, придавало новые выразительные черты архитектурному ансамблю Саратова начала XX века, не выбиваясь из общего облика города. Крытый рынок по праву признавался одним из лучших не только в Саратове, но и в России, став настоящим «архитектурным шедевром» начала XX века.
В 1938 году произошёл взрыв парового котла рынка, в результате чего погибло 47 человек и многие были ранены.

## Городские легенды
- Ходят легенды, что при строительстве Крытого рынка в его фундаменте был оставлен клад[4].

## Исторический облик
- Вид на Митрофановский рынок, на месте которого появится Крытый рынок, 1910 год.
- Металлический остов рынка, 1915 год. Из фондов Саратовского музея краеведения.
- Внутренний вид строящегося рынка.
- Центральная часть конструкции рынка, 1915 год. Из фондов Саратовского музея краеведения.
- Вход в Крытый рынок со стороны улицы Чапаева, середина 1930-х годов.

## Транспорт
Доехать до Крытого рынка можно на городском общественном транспорте.
Троллейбусы:
- № 2 до остановки «Улица Вавилова»
- № 2а до остановки «Улица Вавилова»
- № 15 до остановки «Крытый рынок»
- № 16 до остановки «Улица Вавилова»

Трамваи:
- № 3 до остановки «Мирный переулок»
- № 9 до остановки «Мирный переулок»
- № 10 до остановки «Мирный переулок»
- № 11 до остановки «Мирный переулок»

Автобусы:
- № 2 до остановки «Крытый рынок»
- № 6 до остановки «Крытый рынок»
- № 53 до остановки «Крытый рынок»
- № 90 до остановки «Крытый рынок»

Маршрутные такси:
- № 3, 8, 13, 21, 59, 62, 79, 83, 94, 97, 99, 110 до остановки «Крытый рынок»
- № 23, 58, 64Д до остановки «Мирный переулок»
- № 5, 41, 54, 56, 76, 82, 93 до остановки «Улица Вавилова»
- № 57, 103 до остановки «Улица Чапаева»

## Подземная часть
Крытый рынок обладает обширной подземной частью включающую в себя:
- Помещения для хранения продукции
- Бомбоубежище (предположения)
- Цокольный этаж
- Остатки дренажной системы

Описание:
- Помещения для хранения продукции и ныне используются по назначению — входы в них располагаются с правой стороны здания (при виде с площади Кирова). Оборудованы системой вентиляции и водяного охлаждения оборудования и помещений. Не далеко от рынка, между храмом святителя Митрофана и кинотеатром «Победа» находится фонтан, являющийся градирней этой системы. Именно по этой причине объект действует круглый год.
- По неподтверждённым данным под зданием рынка находится бомбоубежище.
- Цокольный этаж на сентябрь 2020 находится на реконструкции для переноса торговых рядов, располагавшихся рядом со зданием, снесённых при реконструкции Площади Кирова.[5]
- При подготовке к строительству центра города была возведена большая дренажная система, осушающая город от вокзала до крытого рынка, построенного на болотистой местности. Однако, бо́льшая часть системы была засыпана и площадь Кирова вновь начало подтапливать. При строительстве дома работников железной дороги, также известного как «кассы Аэрофлота» был заложен фундамент, позволяющий построить высотку со шпилем, однако, грунтовые воды не позволяли этого и часть дренажной системы под площадью Кирова была восстановлена. Вентшахты и входы этой системы можно заметить во дворах близлежащих домов. Часть этой системы можно было увидеть в нескольких метрах от рынка при реконструкции площади.